# 運命のキスをお願い!
『運命のキスをお願い!』（うんめいのキスをおねがい、原題：我好喜欢你）は、中華人民共和国で動画配信された連続ドラマ。2020年8月3日から9月3日まで优酷で配信された。主演はジェリー・イェンとシェン・ユエ。

## 登場人物

### 主要人物
陸星成（ルー・シンチョン）
演 - ジェリー・イェン
ファッション誌『CHIC』（シック）の有能な編集長。元は服飾デザイナーだった。
童少悠（トン・シャオヨウ）
演 - シェン・ユエ
『CHIC』誌の編集部からデザイン部に異動し、デザイナーを目指す。
路言之（ルー・イェンジー）
演 - ウェイ・ジャーミン
服飾デザイナー。服飾ブランド「言格」のチーフデザイナー。
温惜（ウェンシー）
演 - シェン・ヤオ
『CHIC』の専属モデル。知性派として人気がある。

### 周辺人物
路任（ルー・レン）
演 - チョン・シウファイ
路言之の父。言格（イエガー）の経営者。
程佩玉（チョン・ペイユー）
演 - リリー・テン
路言之の母。言格の経営者。
孫大力（スン・ダーリー）
演 - リー・シーベン
陸星成編集長の助手。
穆楊（ムーヤン）
演 - ワン・セン
司会者。陸星成を敵視する。
宋儒儒（ソン・ルールー）
演 - ジャッキー・リー
童少悠のルームメイト。

## スタッフ
- 演出・監督：リン・ズーピン（林子平）